# Yimaia
Yimaia — вимерлий рід ґінкоподібних і єдиний представник родини Yimaiaceae. Скам'янілості були знайдені в середньоюрських відкладеннях Китаю.

## Види
- Yimaia capituliformis Zhou, Zheng and Zhang, 2006[2]
- Yimaia qinghaiensis Wu, Yang and Zhou, 2006[3]
- Yimaia recurva (типовий) Zhou et Zhang, 1988